# هنری سنت سیر
هنری سنت سیر (به سوئدی: Henri Saint Cyr) ورزشکار مرد رشتهٔ سوارکاری اهل کشور سوئد بود. وی در بین سال‌های ‎۱۹۵۲ تا ۱۹۵۶ میلادی در مسابقات بازی‌های المپیک تابستانی در مجموع ۴ مدال طلا را کسب کرد.